# 茅山水库
茅山水库是中国江苏省镇江市句容市境内的一座水库，位于中河上，建于1959年。水库正常库容为992万立方米，集雨面积为34平方千米，海拔为28米。